# Mountaineers Books
Mountaineers Books est une maison d'édition américaine spécialiste de la montagne. Fondée en 1960 par des bénévoles du club alpin The Mountaineers, elle a son siège à Seattle. Elle a publié plus de 700 ouvrages, parmi lesquels Mountaineering: The Freedom of the Hills, son premier, est devenu un classique de l'alpinisme et l'escalade.